# Livov
Livov (rusiń. Лївів, Liwiw) – wieś (obec) w powiecie Bardejów w kraju preszowskim na Słowacji, w historycznym regionie Szarysz. Powierzchnia 26,4 km². Ludność: 87 mieszkańców (21.05.2011).

## Położenie
Livov leży w północnej części Gór Czerchowskich w dolinie górnego toku Topli, w miejscu, w którym od południa wpada do niej jej prawobrzeżny dopływ – Vlčí potok. Zwarte zabudowania wsi leżą na wysokości 500 ÷ 530 m n.p.m., lecz jej kataster sięga na południu aż po główny grzbiet Gór Czerchowskich, którego wysokość przekracza tu 1000 m n.p.m.

## Historia
Nazwa Livov (dawniej również w formie Ľvov) wymieniana jest w dokumentach już w 1470 r. Wieś założona została jednak dopiero w XVI lub XVII w. na terenie feudalnego „państwa” Hertník. Jej mieszkańcy zajmowali się pasterstwem, pracą w lesie oraz wyrobem gontów i sprzętów gospodarskich z drewna. Już w XVII w. działała tu huta szkła. Od następnego wieku na terenie wsi istniał tartak wodny, a od 1888 do 1948 r. folusz.
W czasie II wojny światowej w okolicy zorganizowano antyfaszystowski ruch oporu, a na stokach góry Čekošov (842 m n.p.m.) na zachód od zabudowań wsi, w miejscu zwanym Skalka, istniał tajny szpitalik partyzancki. 27 sierpnia 1944 r. na terenie wsi odbyło się tajne spotkanie komendanta oddziałów partyzanckich z przedstawicielami dowództwa armii słowackiej (dwóch dywizji stacjonujących we wschodniej Słowacji), dotyczące planów przyłączenia się jej do przygotowywanego powstania.

## Zabytki
We wsi znajduje się klasycystyczny kościół wyznania greckokatolickiego z 1841 r. Na miejscowym cmentarzu kilka ładnych, żeliwnych krzyży nagrobnych. Na skraju zabudowań wsi drewniany budynek dawnego tartaku. Budowla dawnego folusza została przeniesiona do skansenu w uzdrowisku Bardejów-Zdrój.

## Ochrona przyrody
W północnej części wsi leży część rezerwatu przyrody Livovská jelšina (pozostała część jest w granicach sąsiedniej wsi Lukov). Obejmuje on wąski pas gruntów wzdłuż koryta Topli.